# قطنان الشيوحي (الحد)

تعديل مصدري - تعديل

قطنان الشيوحي هي إحدى قرى عزلة الحد بمديرية الحد التابعة لمحافظة لحج، بلغ تعداد سكانها 643 نسمة حسب تعداد اليمن لعام 2004.